# John Enders
Pour les articles homonymes, voir Enders.
John Franklin Enders, né le 10 février 1897 à West Hartford dans le Connecticut aux États-Unis et décédé le 8 septembre 1985 à Waterford dans le Connecticut, est un biologiste américain. Il reçoit le prix Nobel de médecine en 1954 pour ses travaux sur la poliomyélite.

## Biographie
Après des études universitaires à l’université Yale, John Enders tente une carrière comme agent immobilier et homme d’affaires en 1922. Il renonce finalement, et décide de faire une thèse de microbiologie qu’il obtient de l’université Harvard en 1930.
En 1954, il est corécipiendaire du prix Nobel de médecine avec Frederick Robbins et Thomas Weller pour leurs travaux sur l’isolation et les méthodes de culture du poliovirus.

## Apport scientifique
En 1960, John Enders met au point le premier vaccin contre la rougeole. Les tests sont effectués par son équipe sur 1 500 enfants handicapés mentaux à New York et sur 4 000 enfants au Nigéria.